# Conothraupis
Conothraupis es un género de aves paseriformes perteneciente a la familia Thraupidae que agrupa a dos especies nativas de América del Sur, donde se distribuyen una desde el oeste de Ecuador hasta el noroeste de Bolivia, y la otra en el centro oeste de Brasil. A sus miembros se les conoce por el nombre popular de tangaras o fruteros.

## Etimología
El nombre genérico femenino «Conothraupis» se compone de la palabra latina «cono»: cono, y de la palabra griega «thraupis»: pequeño pájaro desconocido, tal vez algún tipo de pinzón (en ornitología thraupis significa tangara), en referencia al formato del pico.

## Características
Las especies de este género son un par de poco conocidos tráupidos con picos robustos, de tamaño mediano, midiendo alrededor de 16 cm; los machos, blancos y negros, son bastante similares, aunque evidencias recientes apuntan que no son ni cercanamente relacionados entre sí. C. speculigera realiza una casi exclusiva migración trasandina y C. mesoleuca fue recientemente redescubierta, en 2004.

## Taxonomía
Los amplios estudios filogenéticos recientes de Burns et al. (2014) demuestran que el presente género está hermanado con Volatinia y el par formado por ambos, con Creurgops, en una subfamilia Tachyphoninae.

## Lista de especies
Según las clasificaciones del Congreso Ornitológico Internacional (IOC) y Clements Checklist v.2019, el género agrupa a las siguientes especies con el respectivo nombre popular de acuerdo con la Sociedad Española de Ornitología (SEO):
| Imagen | Nombre científico        | Autor           | Nombre común      | EC (*) |
| ------ | ------------------------ | --------------- | ----------------- | ------ |
|        | Conothraupis speculigera | (Gould), 1855   | tangara albinegra | NT     |
|        | Conothraupis mesoleuca   | (Berlioz), 1939 | tangara picuda    | EN     |

(*) Estado de conservación